# Danh sách trò chơi di động được chơi nhiều nhất theo số lượng người chơi
Đây là danh sách các tựa game mobile được chơi nhiều nhất theo số lượng người chơi, bao gồm lượt tải xuống, tài khoản đã đăng ký và người dùng hoạt động hàng tháng. Đối với các tựa game không dành cho thiết bị di động, hãy xem danh sách các tựa game được chơi nhiều nhất theo số lượng người chơi. Các tựa game mobile nghĩa là các trò chơi điện tử đã được phát hành trên các hệ điều hành của điện thoại, đặc biệt là Android và iOS.

## Danh sách
| Tựa game                                         | Kể từ             | Lượt tải    | Ngày phát hành       | Hãng sản xuất                     | Ghi chú      |
| ------------------------------------------------ | ----------------- | ----------- | -------------------- | --------------------------------- | ------------ |
| Garena Free Fire                                 | tháng 7 năm 2021  | 1 tỷ        | 24 tháng 11 năm 2017 | Garena                            | [ 2 ]        |
| PUBG Mobile                                      | tháng 3 năm 2021  | 1 tỷ        | 19 tháng 3 năm 2018  | Tencent                           | [ 3 ]        |
| Mobile Legends: Bang Bang                        | tháng 11 năm 2020 | 1 tỷ        | 9 tháng 11 năm 2016  | Moonton                           | [ 4 ]        |
| Pokémon Go                                       | tháng 2 năm 2019  | 1 tỷ        | 13 tháng 12 năm 2016 | Niantic/The Pokémon Company       | [ 5 ]        |
| Subway Surfers                                   | tháng 12 năm 2019 | 1 tỷ        | 24 tháng 5 năm 2012  | SYBO Games                        | [ 6 ]        |
| Clash of Clans                                   | tháng 9 năm 2020  | 500 triệu   | 2 tháng 8 năm 2012   | Supercell                         | [ 7 ]        |
| Fruit Ninja                                      | tháng 8 năm 2013  | 500 triệu   | 21 tháng 4 năm 2010  | Halfbrick Studios                 | [ 8 ]        |
| Candy Crush Saga                                 | tháng 11 năm 2017 | 500 triệu   | 12 tháng 4 năm 2012  | King                              | [ 9 ]        |
| Among Us                                         | tháng 11 năm 2020 | 485 triệu   | 15 tháng 6 năm 2018  | InnerSloth                        | [ 10 ] [ a ] |
| Mini World                                       | tháng 4 năm 2020  | 400 triệu   | 26 tháng 12 năm 2015 | Miniwan                           | [ 11 ]       |
| Sonic Dash                                       | tháng 2 năm 2020  | 350 triệu   | 7 tháng 3 năm 2013   | Sega                              | [ 12 ]       |
| Helix Jump                                       | tháng 12 năm 2018 | 334 triệu   | 10 tháng 2 năm 2018  | Voodoo                            | [ 13 ]       |
| Gardenscapes                                     | tháng 5 năm 2020  | 324 triệu   | tháng 8 năm 2016     | Playrix                           | [ 14 ]       |
| Homescapes                                       | tháng 5 năm 2020  | 312 triệu   | tháng 8 năm 2017     | Playrix                           | [ 14 ]       |
| Call of Duty: Mobile                             | tháng 10 năm 2020 | 300 triệu   | 1 tháng 10 năm 2019  | Activision                        | [ 15 ]       |
| Angry Birds                                      | tháng 8 năm 2011  | 300 triệu   | 11 tháng 12 năm 2009 | Rovio Entertainment               | [ 16 ]       |
| Super Mario Run                                  | tháng 8 năm 2018  | 300 triệu   | 15 tháng 12 năm 2016 | Nintendo                          | [ 17 ]       |
| Dragon Ball Z: Dokkan Battle                     | tháng 8 năm 2019  | 300 triệu   | 30 tháng 1 năm 2015  | Bandai Namco Entertainment        | [ 18 ]       |
| Township                                         | tháng 5 năm 2020  | 274 triệu   | 24 tháng 2 năm 2012  | Playrix                           | [ 14 ]       |
| Knives Out                                       | tháng 9 năm 2018  | 250 triệu   | tháng 11 năm 2017    | NetEase                           | [ 19 ]       |
| Angry Birds 2                                    | tháng 12 năm 2019 | 230 triệu   | 30 tháng 7 năm 2015  | Rovio Entertainment               | [ 20 ]       |
| Honor of Kings/Arena of Valor                    | tháng 12 năm 2017 | 200 triệu   | 26 tháng 11 năm 2015 | Tencent Games                     | [ 21 ]       |
| QQ Speed Mobile/Speed Drifters                   | tháng 1 năm 2020  | 200 triệu   | 2017                 | TiMi Studios/Tencent Games/Garena | [ 22 ]       |
| Fishdom                                          | tháng 5 năm 2020  | 173 triệu   | 18 tháng 6 năm 2008  | Playrix                           | [ 14 ]       |
| Rise Up                                          | tháng 12 năm 2018 | 162 triệu   | 2018                 | Serkan Özyılmaz                   | [ 23 ]       |
| PES 2018 Mobile                                  | tháng 8 năm 2018  | 150 triệu   | 12 tháng 9 năm 2017  | Konami                            | [ 24 ]       |
| War Robots                                       | tháng 1 năm 2020  | 150 triệu   | 14 tháng 4 năm 2014  | Pixonic                           | [ 25 ]       |
| World of Tanks                                   | tháng 3 năm 2016  | 140 triệu   | 12 tháng 8 năm 2010  | Wargaming                         | [ 26 ]       |
| Mario Kart Tour                                  | tháng 10 năm 2019 | 123,9 triệu | 25 tháng 9 năm 2019  | Nintendo                          | [ 27 ]       |
| Ice Age Village                                  | 2013              | 120 triệu   | 5 tháng 4 năm 2012   | Gameloft                          | [ 28 ]       |
| FIFA Mobile                                      | tháng 1 năm 2018  | 113 triệu   | 1 tháng 10 năm 2016  | EA Sports                         | [ 29 ]       |
| Tiao Yi Tiao                                     | tháng 1 năm 2018  | 100 triệu   | tháng 12 năm 2017    | Tencent Games                     | [ 30 ]       |
| Drag Racing                                      | tháng 2 năm 2013  | 100 triệu   | tháng 4 năm 2011     | Creative Mobile                   | [ 31 ]       |
| Junior Three Kingdoms                            | tháng 1 năm 2018  | 100 triệu   | tháng 3 năm 2015     | Youzu Interactive                 | [ 32 ]       |
| Ludo King                                        | tháng 12 năm 2018 | 100 triệu   | 17 tháng 12 năm 2016 | Gametion Technologies Pvt Ltd     | [ 33 ]       |
| One Piece Treasure Cruise                        | tháng 2 năm 2019  | 100 triệu   | 12 tháng 5 năm 2014  | Bandai Namco Entertainment        | [ 34 ]       |
| White Cat Project                                | tháng 6 năm 2016  | 100 triệu   | 14 tháng 7 năm 2014  | Colopl                            | [ 35 ]       |
| Hearthstone                                      | tháng 11 năm 2018 | 100 triệu   | 11 tháng 3 năm 2014  | Blizzard Entertainment            | [ 36 ]       |
| Yu-Gi-Oh! Duel Links                             | tháng 10 năm 2019 | 100 triệu   | 17 tháng 11 năm 2016 | Konami                            | [ 37 ]       |
| Love Nikki-Dress UP Queen                        | tháng 5 năm 2019  | 100 triệu   | 20 tháng 5 năm 2015  | Tencent Games                     | [ 38 ]       |
| Sky: Children of the Light                       | tháng 7 năm 2021  | 100 triệu   | 18 tháng 7 năm 2019  | thatgamecompany                   | [ 39 ]       |
| Mr Love: Queen's Choice                          | tháng 7 năm 2019  | 90 triệu    | 14 tháng 12 năm 2017 | Elex                              | [ 40 ]       |
| Disney Tsum Tsum                                 | tháng 11 năm 2018 | 80 triệu    | 29 tháng 1 năm 2014  | Line Corporation                  | [ 41 ]       |
| Puzzle & Dragons                                 | tháng 1 năm 2019  | 80 triệu    | 20 tháng 2 năm 2012  | GungHo Online Entertainment       | [ 42 ]       |
| The Simpsons: Tapped Out                         | tháng 4 năm 2020  | 80 triệu    | 29 tháng 2 năm 2012  | EA Mobile                         | [ 43 ]       |
| Marvel: Avengers Alliance                        | tháng 3 năm 2015  | 70 triệu    | 1 tháng 3 năm 2012   | Disney Interactive                | [ 44 ]       |
| Angry Birds Friends                              | tháng 8 năm 2013  | 60 triệu    | 13 tháng 2 năm 2012  | Rovio Entertainment               | [ 45 ]       |
| Seven Knights                                    | tháng 2 năm 2021  | 60 triệu    | 5 tháng 2 năm 2016   | Netmarble Japan                   | [ 46 ]       |
| Fate/Grand Order                                 | tháng 2 năm 2021  | 57 triệu    | 30 tháng 7 năm 2015  | Aniplex/Type-Moon                 | [ 47 ]       |
| Bleach: Brave Souls                              | tháng 2 năm 2021  | 55 triệu    | 23 tháng 7 năm 2015  | KLab                              | [ 48 ]       |
| Gods of Boom                                     | tháng 10 năm 2018 | 55 triệu    | 18 tháng 5 năm 2017  | Game Insight                      | [ 49 ]       |
| The Battle Cats                                  | tháng 7 năm 2020  | 53 triệu    | 17 tháng 9 năm 2014  | PONOS                             | [ 50 ]       |
| Final Fantasy XV: A New Empire                   | tháng 1 năm 2019  | 51 triệu    | 29 tháng 6 năm 2017  | MZ                                | [ 51 ]       |
| Clash Royale                                     | tháng 9 năm 2018  | 50 triệu    | 2 tháng 3 năm 2016   | Supercell                         | [ 52 ]       |
| Flappy Bird                                      | tháng 2 năm 2014  | 50 triệu    | 24 tháng 5 năm 2013  | dotGears                          | [ 53 ]       |
| LINE Rangers                                     | tháng 3 năm 2018  | 50 triệu    | 28 tháng 2 năm 2014  | Line Corporation                  | [ 54 ]       |
| LINE Pop                                         | tháng 12 năm 2018 | 47 triệu    | 19 tháng 11 năm 2012 | Line Corporation                  | [ 55 ]       |
| Monster Strike                                   | tháng 5 năm 2018  | 45 triệu    | 8 tháng 8 năm 2013   | Mixi                              | [ 56 ]       |
| Love Live! School Idol Festival                  | tháng 9 năm 2018  | 45 triệu    | 15 tháng 4 năm 2013  | Bushiroad                         | [ 57 ]       |
| AFK Arena                                        | tháng 6 năm 2020  | 45 triệu    | tháng 4 năm 2019     | Lilith Games                      | [ 58 ]       |
| LINE Pokopang                                    | tháng 6 năm 2016  | 43 triệu    | 28 tháng 5 năm 2013  | Line Corporation                  | [ 59 ]       |
| Jikkyō Powerful Pro Yakyū                        | tháng 1 năm 2020  | 43 triệu    | 18 tháng 12 năm 2014 | Konami                            | [ 37 ]       |
| Quiz RPG: The World of Mystic Wiz                | tháng 11 năm 2017 | 40 triệu    | 5 tháng 3 năm 2013   | Colopl                            | [ 60 ]       |
| PES Club Manager                                 | tháng 7 năm 2020  | 40 triệu    | 5 tháng 6 năm 2015   | Konami                            | [ 61 ]       |
| Arknights                                        | tháng 4 năm 2020  | 40 triệu    | 16 tháng 1 năm 2020  | Hypergryph/Yostar                 | [ 62 ]       |
| Pokémon Duel                                     | tháng 3 năm 2019  | 40 triệu    | 12 tháng 4 năm 2016  | The Pokémon Company               | [ 63 ]       |
| LINE Bubble!                                     | tháng 5 năm 2016  | 38 triệu    | 22 tháng 12 năm 2012 | Line Corporation                  | [ 64 ]       |
| Final Fantasy Brave Exvius                       | tháng 11 năm 2018 | 35 triệu    | 22 tháng 10 năm 2015 | Square Enix                       | [ 65 ]       |
| Brave Frontier                                   | tháng 5 năm 2017  | 33 triệu    | 3 tháng 7 năm 2013   | A-Lim/Gumi                        | [ 66 ]       |
| DomiNations                                      | tháng 4 năm 2017  | 32 triệu    | 1 tháng 4 năm 2015   | Nexon                             | [ 67 ]       |
| Park Master                                      | tháng 4 năm 2020  | 32 triệu    | 19 tháng 11 năm 2019 | Kayac                             | [ 68 ]       |
| Disney Crossy Road                               | tháng 3 năm 2017  | 31 triệu    | 28 tháng 3 năm 2016  | Disney Mobile                     | [ 69 ]       |
| Captain Tsubasa: Dream Team                      | tháng 10 năm 2020 | 30 triệu    | 13 tháng 6 năm 2017  | KLab                              | [ 70 ]       |
| Lineage 2 Revolution                             | tháng 12 năm 2018 | 30 triệu    | 14 tháng 12 năm 2017 | Netmarble                         | [ 71 ]       |
| Nitro Nation Online                              | tháng 4 năm 2017  | 30 triệu    | 3 tháng 4 năm 2014   | Creative Mobile                   | [ 72 ]       |
| LINE Bubble 2                                    | tháng 4 năm 2020  | 30 triệu    | 23 tháng 4 năm 2015  | Line Corporation                  | [ 73 ]       |
| Gyakuten Othellonia                              | tháng 3 năm 2020  | 27 triệu    | 4 tháng 2 năm 2016   | DeNA                              | [ 74 ]       |
| Art of Conquest                                  | tháng 11 năm 2018 | 25 triệu    | 6 tháng 6 năm 2017   | Lilith Games                      | [ 75 ]       |
| Dragon Quest Monsters: Super Light               | tháng 1 năm 2018  | 25 triệu    | 23 tháng 1 năm 2014  | Square Enix                       | [ 76 ]       |
| Junior Journey to the West                       | tháng 7 năm 2017  | 25 triệu    | 7 tháng 7 năm 2016   | Youzu Interactive                 | [ 77 ]       |
| Granblue Fantasy                                 | tháng 6 năm 2019  | 24 triệu    | 10 tháng 3 năm 2014  | Cygames                           | [ 78 ]       |
| LINE Let's Get Rich                              | tháng 12 năm 2014 | 24 triệu    | 9 tháng 7 năm 2014   | Line Corporation                  | [ 79 ]       |
| Puyopuyo!! Quest                                 | tháng 11 năm 2020 | 23 triệu    | 24 tháng 4 năm 2013  | Sega/Sega Networks                | [ 80 ]       |
| Chain Chronicle                                  | tháng 4 năm 2020  | 22 triệu    | 26 tháng 7 năm 2013  | Sega                              | [ 81 ]       |
| BanG Dream! Girls Band Party!                    | tháng 9 năm 2020  | 20 triệu    | 16 tháng 3 năm 2017  | Bushiroad                         | [ 82 ]       |
| Black Desert Mobile                              | Th1 năm 2020      | 20 triệu    | 28 tháng 2 năm 2018  | Pearl Abyss                       | [ 83 ]       |
| One Piece Bounty Rush                            | tháng 5 năm 2020  | 20 triệu    | 31 tháng 1 năm 2019  | Bandai Namco Entertainment        | [ 84 ]       |
| Hello Hero                                       | tháng 11 năm 2018 | 20 triệu    | 2013                 | Fincon                            | [ 85 ]       |
| Ingress                                          | tháng 11 năm 2018 | 20 triệu    | 14 tháng 12 năm 2013 | Niantic                           | [ 86 ]       |
| Rage of Bahamut                                  | tháng 5 năm 2015  | 20 triệu    | 1 tháng 9 năm 2011   | Cygames/DeNA                      | [ 87 ]       |
| The Idolmaster Cinderella Girls: Starlight Stage | tháng 9 năm 2017  | 20 triệu    | 3 tháng 9 năm 2015   | Bandai Namco Entertainment        | [ 88 ]       |
| Pro Yakyū Sprits A                               | tháng 2 năm 2020  | 20 triệu    | 21 tháng 10 năm 2015 | Konami                            | [ 37 ]       |
| Punishing: Gray Raven                            | tháng 7 năm 2020  | 20 triệu    | 6 tháng 12 năm 2019  | Kuro Game                         | [ 89 ]       |
| Valkyrie Connect                                 | tháng 5 năm 2020  | 20 triệu    | 9 tháng 6 năm 2016   | Ateam                             | [ 90 ]       |